# Альтхаус, Аня
Аня Альтхаус (нем. Anja Althaus; род. 3 сентября 1982, Магдебург) — немецкая гандболистка.

## Карьера

### Клубная
Начала заниматься гандболом в возрасте 8 лет в составе клуба «Магдебург». В возрасте 16 лет дебютировала в команде «Нидерндоделебен». В 2000 году дебютировала в Бундеслиге в составе «Трира», в котором провела шесть лет. В сезоне 2007/2008 перебралась в датский «Виборг», с которым становилась неоднократной чемпионкой Дании, обладательницей Кубка Дании и дважды выиграла Лигу чемпионов. В 2012 году вернулась в Германию в «Тюрингер», откуда в 2014 году перешла в «Вардар» из Македонии.

### В сборной
Дебютировала в сборной Германии 5 апреля 2002 матчем против Венгрии в Нойбранденбурге. Провела 243 игры и забила 527 голов, 30 игр и 60 голов за молодёжную сборную, 17 игр и 18 голов за юношескую сборную. Высшее достижение — бронзовая медаль чемпионата мира 2007 года. Участница Олимпийских игр 2008 года (заняла 11-е место).

## Личная жизнь
Встречается с Николаем Хансеном, датским гандболистом из команды «Айзенбах».

## Достижения

### В сборной
- 3-е место (бронзовая медаль) на юношеском чемпионате мира 2001 года
- 3-е место (бронзовая медаль) на чемпионате мира 2007 года
- 4-е место на чемпионате Европы 2008 года
- 7-е место на чемпионатах мира 2009 и 2013 годов

### В клубах
- Чемпионка Германии: 2003, 2013, 2014
- Победительница Кубка Германии: 2013
- Чемпионка Германии среди молодёжи (3 раза)
- Чемпионка Дании: 2008, 2009, 2010
- Победительница Кубка Дании: 2007, 2008
- Победительница Лиги Чемпионов ЕХФ: 2009, 2010, 2018